# Mesto
Melle Stomp (sinh vào 30 tháng 9, 1999) hay còn được biết với nghệ danh là Mesto (Melle Stomp), là một nhà sản xuất nhạc điện tử, nhà sản xuất thu âm và DJ. Anh nhận được sự chú ý sau khi hợp tác cùng với Martin Garrix (sinh ra tại cùng một thị trấn của Amstelveen) và Justin Mylo với sản phẩm tên là "Bouncybob" và hợp tác với Martin Garrix một lần nữa với sản phẩm tên là "WIEE".

## Tiểu sử
Stomp sinh vào ngày 30 tháng 10 năm 1999 in Amstelveen, Hà Lan. Khi 6 tuổi, anh đã bắt đầu sử dụng Vi-ô-lông. Vào năm 11 tuổi, anh bắt đầu chơi trống, không lâu sau đó, anh bắt đầu cảm thấy hứng thú trong việc làm nhạc. Stomp làm ra một bản nhạc với phong cách Deep House và Future House khi anh nghe bài "Gecko" của Oliver Heldens và anh ấy tự học cách làm chúng trên Youtube. Ở tuổi 14, anh bắt đầu có cảm hứng khi lần đầu tiên chạm vào bộ DJ, điều này đã thôi thúc anh tải FL Studio, và cho phép anh bắt đầu sáng tác. Anh bắt đầu làm nhạc với thể loại Deep House, nhưng sau đó thay đổi phong cách sang dòng house, đặc biệt là Future House. Stomp đã từng học và tốt nghiệp trường Herman Brood Academy, một ngôi trường đào tạo sản xuất âm nhạc tại Utrecht, cũng là nơi mà Martin Garrix và Julian Jordan đã từng học.

## Sự nghiệp âm nhạc

### 2014 - 2015
Mesto bắt đầu vào việc sản xuất âm nhạc vào năm 2014, khi anh chỉ mới 15 với bài hát "GO!", một sự hợp tác với Alex Ranzino được đăng vào ngày 10 tháng 11 năm 2014. Không lâu sao đó, anh cùng với Benfield cho ra bản phối lại của "Rude", một bài hát của Magic!. Sau đó, Mesto đã cùng với Mike Williams đã phát bản phối lại của "Raise Your Hands" của Ummet Ozcan. Anh bắt đầu năm 2015 bằng một sản phẩm đơn với tựa đề "New York". Kế tiếp là sản phẩm "Tokyo" vào tháng 2. Vào tháng 4, Mesto tiếp tục phát hành sản phẩm tiếp theo với bản phối lại không chính thức "Lean On" của Major Lazer, DJ Snake và MØ. "Rio" được ra mắt vào tháng 5 cùng với bản phối lại không chính thức "Satisfied" của Showtek và Vassy vào tháng 10 là những sản phẩm tiếp theo cùng năm 2015. Ngày 9 tháng 12 năm 2015, Tetris (Truffle Butter Mashup) được ra mắt, có thể tải miễn phí. Mesto cùng với Justin Mylo hợp tác cùng với Martin Garrix với tựa đề "Bouncybob", được ra mắt vào ngày 31 tháng 12 năm 2015.

### 2016
Vào ngày 6 tháng 1, Mesto cùng với Martin Garrix và Justin Mylo đã biểu diễn tại Bij Igmar trên SLAM!. Vào tháng 4, anh đã phối lại "Me, Myself & I" của G-Eazy và Bebe Rexha, chính thức ra mắt vào ngày 26 tháng 4. Vào tháng 6, tiếp tục là bản phối lại không chính thức "Another You" của Armin van Buuren và Mr. Probz, cùng tháng, bản phối lại của "We're Guna Fight Em Off" của Ill Phil. Vào tháng 7, Mesto cùng Justin Mylo phối lại "Final Call", một bài hát của Florian Picasso cho những bản phối lại mở rộng, chính thức ra mắt vào 8 tháng 7. Vào ngày 10 tháng 10, Mesto đã ký kết với Spinnin' Records. Cùng tháng 10, anh cho ra mắt sản phẩm "WIEE", một sự hợp tác trên STMPD RCRDS, một ID được chơi bởi Garrix tại Home Festival ở Treviso, Italy vào đầu tháng 10, và là một sản phẩm nằm trong bản mở rộng Seven. Anh ấy đồng thời cũng diễn tại Amsterdam Dance Event lần đầu tiên. Vào ngày 16 tháng 10, Mesto ra mắt bản phối lại "Alone" của NERVO, Askery và Brielle Von Hugel, cũng là sản phẩm đầu tiên của anh trên hãng thu âm Spinnin' Records. Vào ngày hôm sau, anh là khách mời đã được biểu diễn tại Midden In Je Weekend Show trên SLAM!. Anh cũng biểu diễn tại Breda ở sự kiện "3FM Clubhuis presents" và "DJs for 3FM Serious Request".

### 2017
Vào ngày 16 tháng 1, Mesto cho ra mắt sản phẩm "Chatterbox", một sản phẩm hợp tác với Fox Stevenson thông qua Spinnin' Records. Không lâu sau đó, Mesto đã tiết lộ sản phẩm mới "Step Up Your Game", một bản nhạc "trống và bass" được phát hành trên Spinnin' Premium. Sản phẩm này được tải miễn phí trên trang web của Spinnin' Records cho dến ngày 17 tháng 3, sau đó được ra mắt trên iTunes, Beatport và Spotify. Sau đó anh cũng cho ra mắt sản phẩm mới là một bản phối lại "Not Going Home", một bài nhạc của DVBBS, CMC$ và Gia Koka. Vào ngày 10 tháng 4, he hợp tác với Curbi với sản phẩm "Bruh", "Bruh" được ra mắt trên hãng thu âm của Tiësto, Musical Freedom. Vào này 10 tháng 7, Mesto cho ra mắt sản phẩm "Chances", hợp tác với Brielle Von Hugel.

### 2018
Ngày 18 tháng 2, Mesto được tham gia và mở đầu chương trình Dancefair 2018 về sản phẩm "Chances" của anh. Vào ngày hôm sau, Sam Feldt bắt đầu cho ra mắt album "After The Sunset" với những sản phẩm là những bản phối lại và chỉnh sửa của những bài hát trong 2 album "Sunset" và "Sunrise To Sunset", trong album "After The Sunset" có bản phối lại của Mesto của bài "Just Dropped In (My Condition)" của Sam Feldt, Girls Love DJs và Joe Cleere. Trong những thời gian đó, Mesto cùng với đội của anh cũng đi lưu diễn tại các nước của Châu Á đặc biệt là Trung Quốc và Nhật Bản. Ngày 28 tháng 3, Mesto cùng "cha già" Tiësto cho ra mắt sản phẩm "Coming Home".

## Sản phẩm âm nhạc

### Đĩa đơn
| 2014                                                                          | Go!               | Alex Ranzino      | —                                   |
| 2015                                                                          | New York          | —                 | —                                   |
| 2015                                                                          | Tokyo             | —                 | House Nation                        |
| 2015                                                                          | Rio               | —                 | House Nation                        |
| 2015                                                                          | Rio               | —                 | Future House Music                  |
| 2015                                                                          | Tetris            | —                 | House Nation                        |
| 2015                                                                          | Tetris            | —                 | Future House Music                  |
| 2015                                                                          | Bouncybob         | Martin Garrix     | STMPD RCRDS                         |
| 2015                                                                          | Bouncybob         | Justin Mylo       | STMPD RCRDS                         |
| 2016                                                                          | WIEE              | Martin Garrix     | STMPD RCRDS                         |
| 2017                                                                          | Chatterbox        | Fox Stevenson     | Spinnin' Records                    |
| 2017                                                                          | Step Up Your Game | —                 | Spinnin' Premium (Spinnin' Records) |
| 2017                                                                          | BRUH              | Curbi             | Musical Freedom (Spinnin' Records)  |
| 2017                                                                          | Chances           | Brielle Von Hugel | Spinnin' Records                    |
| 2018                                                                          | Coming Home       | Tiësto            | Musical Freedom (Spinnin' Records)  |
| 2018                                                                          | Save Me           | Jay Hardway       | Spinnin' Records                    |
| 2018                                                                          | Give Me Love      | —                 | Musical Freedom (Spinnin' Records)  |
| 2018                                                                          | Missing You       | —                 | Spinnin' Records                    |
| 2018                                                                          | Wait Another Day  | Mike Williams     | Spinnin' Records                    |
| 2019                                                                          | Leyla             | —                 | Spinnin' Records                    |
| 2019                                                                          | Can't Get Enough  | Tiësto            | Musical Freedom (Spinnin' Records)  |
| 2019                                                                          | Back & Forth      | —                 | Spinnin' Records                    |
| 2019                                                                          | Your Melody       | Jonas Aden        | Musical Freedom (Spinnin' Records)  |
| 2019                                                                          | Never Alone       | Felix Jaehn       | Future House Cloud                  |
| 2019                                                                          | Never Alone       | VCATION           | Future House Cloud                  |
| 2019                                                                          | Don't Worry       | Aloe Blacc        | Spinnin' Records                    |
| 2020                                                                          | The G.O.A.T       | Oliver Heldens    | HELDEEP Records                     |
| 2020                                                                          | Long Time         | Brooks            | Spinnin' Records                    |
| 2020                                                                          | Looking Back      | —                 | Spinnin' Records                    |
| 2020                                                                          | When We're Gone   | Justin Mylo       | STMPD RCRDS                         |
| 2021                                                                          | Don't Wait        | Dastic            | Spinnin' Records                    |
| 2021                                                                          | Don't Wait        | Claudy            | Spinnin' Records                    |
| 2022                                                                          | Limitless         | Martin Garrix     | STMPD RCRDS                         |
| 2022                                                                          | Where Do We Go    | Vluarr            | Spinnin' Records                    |
| 2022                                                                          | Better Days       | Aloe Blacc        | Spinnin' Records                    |
| 2023                                                                          | Bring It Back     | —                 | Spinnin' Records                    |
| "-" biểu thị bài nhạc do chính Mesto làm, không hợp tác với các nghệ sĩ khác. |                   |                   |                                     |

### Vai trò sản xuất
- 2018: "Lights" (của Gvbe Procopio)[86]
- 2018: "Like This" (của Throttle) [Spinnin' Records]

### Phối lại (Remixes)
| Năm  | Bài nhạc                                                | Tác giả gốc       | Label                                                    |
| ---- | ------------------------------------------------------- | ----------------- | -------------------------------------------------------- |
| 2014 | Rude (Mesto & Benfield Remix)                           | Magic!            | Future House Sound                                       |
| 2014 | Raise Your Hands (Mike Williams & Mesto Future Bootleg) | Ummet Ozcan       | Future House Sound                                       |
| 2015 | Lean On (Mesto Future Bootleg)                          | Major Lazer       | Mad Decent                                               |
| 2015 | Lean On (Mesto Future Bootleg)                          | DJ Snake          | Mad Decent                                               |
| 2015 | Lean On (Mesto Future Bootleg)                          | MØ                | Mad Decent                                               |
| 2015 | Satisfied (Mesto Future Bootleg)                        | Showtek           | Skink                                                    |
| 2015 | Satisfied (Mesto Future Bootleg)                        | Vassy             | Skink                                                    |
| 2016 | Me, Myself & I (Mesto Remix)                            | G-Eazy            | RCA Records                                              |
| 2016 | Me, Myself & I (Mesto Remix)                            | Bebe Rexha        | RCA Records                                              |
| 2016 | Another You (Mesto Bootleg)                             | Armin van Buuren  | Armada Music                                             |
| 2016 | Another You (Mesto Bootleg)                             | Mr. Probz         | Armada Music                                             |
| 2016 | Final Call (Mesto and Justin Mylo Remix)                | Florian Picasso   | Protocol Recordings                                      |
| 2016 | Alone (Mesto Remix)                                     | NERVO             | Spinnin' Records                                         |
| 2016 | Alone (Mesto Remix)                                     | Askery            | Spinnin' Records                                         |
| 2016 | Alone (Mesto Remix)                                     | Brielle Von Hugel | Spinnin' Records                                         |
| 2016 | Seven Nation Army (Mesto Remix)                         | Ill Phil          | Future House Cloud                                       |
| 2017 | Not Going Home (Mesto Remix)                            | DVBBS             | Future House Music                                       |
| 2017 | Not Going Home (Mesto Remix)                            | CMC$              | Future House Music                                       |
| 2017 | Not Going Home (Mesto Remix)                            | Gia Koka          | Future House Music                                       |
| 2017 | Dirty Sexy Money (Mesto Remix)                          | David Guetta      | What A Music LTD                                         |
| 2017 | Dirty Sexy Money (Mesto Remix)                          | Afrojack          | What A Music LTD                                         |
| 2017 | Dirty Sexy Money (Mesto Remix)                          | Charli XCX        | What A Music LTD                                         |
| 2017 | Dirty Sexy Money (Mesto Remix)                          | French Montana    | What A Music LTD                                         |
| 2018 | Just Dropped In (My Condition) (Mesto Remix)            | Sam Feldt         | Spinnin' Remixes (Spinnin' Records)                      |
| 2018 | Just Dropped In (My Condition) (Mesto Remix)            | Girls Love DJs    | Spinnin' Remixes (Spinnin' Records)                      |
| 2018 | Just Dropped In (My Condition) (Mesto Remix)            | Joe Cleere        | Spinnin' Remixes (Spinnin' Records)                      |
| 2018 | Be Right Here (Mesto Remix)                             | Kungs             | Universal Music Division Barclay (Universal Music Group) |
| 2018 | Be Right Here (Mesto Remix)                             | StarGate          | Universal Music Division Barclay (Universal Music Group) |
| 2018 | Be Right Here (Mesto Remix)                             | GOLDN             | Universal Music Division Barclay (Universal Music Group) |
| 2018 | You Owe Me (Mesto Remix)                                | The Chainsmokers  | —                                                        |
| 2021 | Without You (Mesto Remix)                               | Mike Williams     | Universal Music Group                                    |
| 2021 | Without You (Mesto Remix)                               | Felix Jaehn       | Universal Music Group                                    |
| 2021 | Without You (Mesto Remix)                               | Jordan Shaw       | Universal Music Group                                    |